# Павленко Олексій Онуфрієвич
Олексій Онуфрійович Павленко (1905 — 7 жовтня 1933, Біличі, Київська округа[уточнити], УСРР, СРСР) — працівник робітничо-селянської міліції міста Києва, згодом — український радянський партійний діяч.

## До життєпису
У 1927—1930 — секретар Білицької сільської ради.
У 1930—1933 — уповноважений з проведення колективізації у селі Біличі. Займався експропріацією майна, худоби та продовольства у селян.
7 жовтня 1933 року був застрелений біличанами під час відпочинку у хаті родичів.
Його іменем була названа вулиця в місті Києві.

## Джерело
1. Пояснювальна записка до проекту рішення Київської міської ради «Про перейменування вулиці у Святошинському районі міста Києва». Посилання